# ヴルバス川
座標: 北緯45度06分28秒 東経17度30分49秒 / 北緯45.10778度 東経17.51361度
ヴルバス川（ボスニア語・クロアチア語:Vrbas、セルビア語:Врбас）は、ボスニア・ヘルツェゴビナ西部を流れる川で、サヴァ川の支流である。流域の主要な都市にはヤイツェ、バニャ・ルカなどがある。ユーゴスラビア王国時代の州（バノヴィナ）の一つであるヴルバス州は、この川の名を冠していた。ヴルバス川はゴルニ・ヴァクフ＝ウスコプリェ近くの海抜1,530[m]のヴラニツァ山(Vranica)南斜面と、ディナル・アルプス山脈北斜面の大山塊の一部分から流れ出ている。河口のサヴァ川との合流地点の海抜は90[m]程度である。
川の長さは全長235[km]あり、河口付近では800[l/m2]、流域の南側では1,500[l/m2]の年間平均降水量がある。降水量は流域南部では晩秋から冬にかけての期間に最大となり、夏に最小となる。それに対して流域北部では夏の期間である6月から7月にかけて多量の降水量があり、11月と12月には最大となる。ヴルバス川の主要な支流には、プリヴァ川(Pliva)、ウガル川(Ugar、ツルナ川(Crna)、ヴルバニャ川(Vrbanja)があり、それぞれ中流域に位置する。川の名となっている「ヴルバス」はセルビア・クロアチア語では柳を意味し、バニャ・ルカの川岸をシダレヤナギが飾っている。